# Jana Angelakis
Jana Marie Angelakis (Lynn, 1º gennaio 1962) è un'ex schermitrice statunitense.

## Palmarès
In carriera ha conseguito i seguenti risultati:
- Giochi Panamericani:

Caracas 1983: argento nel fioretto a squadre.